# 1927年
1927年（1927 ねん）は、西暦（グレゴリオ暦）による、土曜日から始まる平年。昭和2年。

## 他の紀年法
- 干支：丁卯
- 日本（月日は一致）
  - 昭和2年
  - 皇紀2587年
- 中国（月日は一致）
  - 中華民国16年
- 朝鮮（月日は一致）
  - 檀紀4260年
  - 主体16年
- 阮朝（ベトナム）
  - 保大元年11月28日 - 保大2年12月8日
- モンゴル人民共和国（月日は一致）
  - モンゴル人民共和国17年
- 仏滅紀元：2469年 - 2470年
- イスラム暦：1345年6月26日 - 1346年7月7日
- ユダヤ暦：5687年4月27日 - 5688年4月7日
- 修正ユリウス日(MJD)：24881 - 25245
- リリウス日(LD)：125722 - 126086

※檀紀は、大韓民国で1948年に法的根拠を与えられたが、1962年からは公式な場では使用されていない。

※主体暦は、朝鮮民主主義人民共和国で1997年に制定された。

## カレンダー
| 1月 |    |    |    |    |    |    |
| 日  | 月 | 火 | 水 | 木 | 金 | 土 |
|     |    |    |    |    |    | 1  |
| 2   | 3  | 4  | 5  | 6  | 7  | 8  |
| 9   | 10 | 11 | 12 | 13 | 14 | 15 |
| 16  | 17 | 18 | 19 | 20 | 21 | 22 |
| 23  | 24 | 25 | 26 | 27 | 28 | 29 |
| 30  | 31 |    |    |    |    |    |
|     |    |    |    |    |    |    |

| 2月 |    |    |    |    |    |    |
| 日  | 月 | 火 | 水 | 木 | 金 | 土 |
|     |    | 1  | 2  | 3  | 4  | 5  |
| 6   | 7  | 8  | 9  | 10 | 11 | 12 |
| 13  | 14 | 15 | 16 | 17 | 18 | 19 |
| 20  | 21 | 22 | 23 | 24 | 25 | 26 |
| 27  | 28 |    |    |    |    |    |
|     |    |    |    |    |    |    |

| 3月 |    |    |    |    |    |    |
| 日  | 月 | 火 | 水 | 木 | 金 | 土 |
|     |    | 1  | 2  | 3  | 4  | 5  |
| 6   | 7  | 8  | 9  | 10 | 11 | 12 |
| 13  | 14 | 15 | 16 | 17 | 18 | 19 |
| 20  | 21 | 22 | 23 | 24 | 25 | 26 |
| 27  | 28 | 29 | 30 | 31 |    |    |
|     |    |    |    |    |    |    |

| 4月 |    |    |    |    |    |    |
| 日  | 月 | 火 | 水 | 木 | 金 | 土 |
|     |    |    |    |    | 1  | 2  |
| 3   | 4  | 5  | 6  | 7  | 8  | 9  |
| 10  | 11 | 12 | 13 | 14 | 15 | 16 |
| 17  | 18 | 19 | 20 | 21 | 22 | 23 |
| 24  | 25 | 26 | 27 | 28 | 29 | 30 |
|     |    |    |    |    |    |    |

| 5月 |    |    |    |    |    |    |
| 日  | 月 | 火 | 水 | 木 | 金 | 土 |
| 1   | 2  | 3  | 4  | 5  | 6  | 7  |
| 8   | 9  | 10 | 11 | 12 | 13 | 14 |
| 15  | 16 | 17 | 18 | 19 | 20 | 21 |
| 22  | 23 | 24 | 25 | 26 | 27 | 28 |
| 29  | 30 | 31 |    |    |    |    |
|     |    |    |    |    |    |    |

| 6月 |    |    |    |    |    |    |
| 日  | 月 | 火 | 水 | 木 | 金 | 土 |
|     |    |    | 1  | 2  | 3  | 4  |
| 5   | 6  | 7  | 8  | 9  | 10 | 11 |
| 12  | 13 | 14 | 15 | 16 | 17 | 18 |
| 19  | 20 | 21 | 22 | 23 | 24 | 25 |
| 26  | 27 | 28 | 29 | 30 |    |    |
|     |    |    |    |    |    |    |

| 7月 |    |    |    |    |    |    |
| 日  | 月 | 火 | 水 | 木 | 金 | 土 |
|     |    |    |    |    | 1  | 2  |
| 3   | 4  | 5  | 6  | 7  | 8  | 9  |
| 10  | 11 | 12 | 13 | 14 | 15 | 16 |
| 17  | 18 | 19 | 20 | 21 | 22 | 23 |
| 24  | 25 | 26 | 27 | 28 | 29 | 30 |
| 31  |    |    |    |    |    |    |
|     |    |    |    |    |    |    |

| 8月 |    |    |    |    |    |    |
| 日  | 月 | 火 | 水 | 木 | 金 | 土 |
|     | 1  | 2  | 3  | 4  | 5  | 6  |
| 7   | 8  | 9  | 10 | 11 | 12 | 13 |
| 14  | 15 | 16 | 17 | 18 | 19 | 20 |
| 21  | 22 | 23 | 24 | 25 | 26 | 27 |
| 28  | 29 | 30 | 31 |    |    |    |
|     |    |    |    |    |    |    |

| 9月 |    |    |    |    |    |    |
| 日  | 月 | 火 | 水 | 木 | 金 | 土 |
|     |    |    |    | 1  | 2  | 3  |
| 4   | 5  | 6  | 7  | 8  | 9  | 10 |
| 11  | 12 | 13 | 14 | 15 | 16 | 17 |
| 18  | 19 | 20 | 21 | 22 | 23 | 24 |
| 25  | 26 | 27 | 28 | 29 | 30 |    |
|     |    |    |    |    |    |    |

| 10月 |    |    |    |    |    |    |
| 日   | 月 | 火 | 水 | 木 | 金 | 土 |
|      |    |    |    |    |    | 1  |
| 2    | 3  | 4  | 5  | 6  | 7  | 8  |
| 9    | 10 | 11 | 12 | 13 | 14 | 15 |
| 16   | 17 | 18 | 19 | 20 | 21 | 22 |
| 23   | 24 | 25 | 26 | 27 | 28 | 29 |
| 30   | 31 |    |    |    |    |    |
|      |    |    |    |    |    |    |

| 11月 |    |    |    |    |    |    |
| 日   | 月 | 火 | 水 | 木 | 金 | 土 |
|      |    | 1  | 2  | 3  | 4  | 5  |
| 6    | 7  | 8  | 9  | 10 | 11 | 12 |
| 13   | 14 | 15 | 16 | 17 | 18 | 19 |
| 20   | 21 | 22 | 23 | 24 | 25 | 26 |
| 27   | 28 | 29 | 30 |    |    |    |
|      |    |    |    |    |    |    |

| 12月 |    |    |    |    |    |    |
| 日   | 月 | 火 | 水 | 木 | 金 | 土 |
|      |    |    |    | 1  | 2  | 3  |
| 4    | 5  | 6  | 7  | 8  | 9  | 10 |
| 11   | 12 | 13 | 14 | 15 | 16 | 17 |
| 18   | 19 | 20 | 21 | 22 | 23 | 24 |
| 25   | 26 | 27 | 28 | 29 | 30 | 31 |
|      |    |    |    |    |    |    |

## できごと

### 1月
- 1月1日
  - 健康保険法施行。給付開始。
  - 英国放送協会 (BBC) 設立（英国放送会社から改編）
  - 法制局が法令に濁点を施す訓令を通達
- 1月4日 - 武漢の民衆が漢口英租界を占領
- 1月8日 - 日本水平社結成
- 1月11日 - 米海軍がグアム島駐在の陸戦隊3百名を支那に急派
- 1月17日 - 日本ゼネラル・モータース設立
- 1月19日 - 英政府が支那派兵を決定
- 1月19日 - 前年12月に没した日本の大行天皇の追号が大正天皇と決まる
- 1月20日 - 憲政会・立憲政友会・政友本党の3党首会談で解散回避
- 1月20日 - 春秋社「世界大思想全集」創刊
- 1月23日 - 及川奥郎が新しい小惑星を発見
- 1月24日 - 東京地方で気象台開設以来の寒波、ー8.6度の気温により、各所で水道管破裂する
- 1月25日 - 明治節（現文化の日）制定を可決（1927年は“明治60年”）
- 1月28日 - 宮崎県小林町で大火（1200棟焼失）

### 2月
- 2月7日 - 大正天皇大喪。大赦137,669名、減刑46,138名。
- 2月9日 - 争議中の磐代炭坑労働組合員が右翼暴力団と衝突
- 2月12日 - 英支那派遣軍が上海に上陸
- 2月14日 - 昭和2年豪雪により、伊吹山（滋賀県）で11m82cmの積雪を記録。
- 2月24日 - 日本放送協会が初めてオペラを放送（カヴァレリア・ルスティカーナ）

### 3月
- 3月1日 - 東京帝大法学部に設立された明治新聞雑誌文庫の業務開始（事務主任は宮武外骨）
- 3月3日 - アメリカから贈られた青い目の人形の歓迎会が各地で始まる。
- 3月5日
  - 新潮社「世界文学全集」刊行開始
  - 研究社「新英和中辞典」刊行
- 3月7日 - 北丹後地震
- 3月8日 - 火災保険会社が北丹後地震に対する保険不払を声明
- 3月9日 - 金華山沖で鹿児島商船水産学校の練習船「霧島丸」が沈没（43名死亡）
- 3月10日 - 三菱信託株式会社（後の三菱信託銀行）設立
- 3月14日 - 片岡直温蔵相が「東京渡辺銀行が破綻」と失言（昭和金融恐慌の発端）
- 3月15日 - 東京渡辺銀行が、姉妹行である「あかぢ貯蓄銀行」ともども休業。京浜地方で銀行取り付け騒ぎ。
- 3月19日 - 中井銀行休業（合併・買収など曲折を経て、現 みずほ銀行となっている）
- 3月21日 - 日本銀行が市中銀行に対して非常貸出しを実施
- 3月22日 - 村井銀行・中沢銀行・八十四銀行など諸銀行が休業（多くが合併・買収など曲折を経て、現 みずほ銀行となっている）
- 3月24日 - 蔣介石の国民革命軍が南京入城の際、諸外国領事館を襲撃（南京事件）
- 3月25日
  - 南京事件の善後策につき日英米の司令官が緊急会議
  - 空母「赤城」完成
- 3月26日
  - 台湾銀行が鈴木商店に新規貸出し停止命令
  - ミッレミリア第一回大会が開催
- 3月27日
  - 福島県磐城炭鉱で坑内火災（136名死亡）
  - 映画「椿姫」撮影中の岡田嘉子が竹内良一と駆落ちし失踪
  - ハイゼンベルクが不確定性原理に関する論文を提出（量子力学）
- 3月28日 - 矢田上海総領事が南京事件につき蔣介石に抗議
- 3月29日 - 南京総領事館の荒木海軍大尉が自決
- 3月31日 - 村山貯水池（多摩湖）完成

### 4月
- 4月1日
  - 兵役法公布（徴兵令廃止）
  - 小田急小田原線が営業開始
- 4月2日 - 鈴木商店破産
- 4月3日
  - 漢口の日本租界で日本陸戦隊と支那人が衝突（漢口事件）
  - 讃予線伊予北条 - 松山間が開業（沖縄県を除く国鉄の道府県代表駅で最後の開業）
- 4月4日 - 海軍航空本部令公布
- 4月5日 - 花柳病予防法公布
- 4月8日 - 第六十五銀行休業 - 株式相場大暴落
- 4月11日
  - 日英米仏伊が武漢国民政府に南京事件に関する謝罪・責任者処罰を要求
  - チリのイバニェスが事実上のクーデターで大統領に就任
- 4月12日
  - 蔣介石が上海で反共クーデターを敢行（四・一二事件）
  - リトアニアのスメトナ大統領が第三国会を解散。
  - イギリスが現在の国号（グレートブリテンおよび北アイルランド連合王国）に変更。
- 4月16日 - 重巡妙高が横須賀で進水
- 4月17日 - 第1次若槻内閣総辞職（枢密院が台湾銀行救済緊急勅令案を否決）
- 4月18日
  - 蔣介石が武漢政府に対抗して南京に国民政府を樹立し中共排撃を宣言（国共分裂）
  - 台湾銀行が在台湾店舗を除き全支店休業、近江銀行（合併・買収など曲折を経て、現 みずほ銀行となっている）休業 - 全国に銀行取付け発生
- 4月20日
  - 田中義一内閣成立
  - 東京女子高等師範教授保井コノに理学博士号（初の女博士）
- 4月21日
  - 全国で銀行取付け激化し十五銀行などが休業
  - 金沢市で大火（748戸焼失）
- 4月22日 - 金銭債務支払延期緊急勅令により3週間のモラトリアム実施・銀行は一斉休業

### 5月
- 5月2日 - ジュネーブ国際経済会議開催(52ヶ国)。
- 5月3日 - 第53臨時議会召集（金融恐慌対策）。
- 5月4日 - 米国映画芸術科学アカデミー創立。
- 5月9日
  - オーストラリアで首都移転（メルボルン→キャンベラ）
  - 日銀総裁に井上準之助が就任。
  - 日本ポリドール蓄音器設立（日本国内でのレコード製造開始）。
- 5月11日 - 映画芸術科学アカデミー発足。
- 5月12日
  - ニカラグアでサンディーノがアメリカ合衆国の軍事占領に対してゲリラ戦を開始
  - 長野県木曽福島町で大火（600戸焼失）。
- 5月18日 - アメリカ合衆国ミシガン州バスでバス学校爆破事件が発生。45人が死亡。
- 5月21日 - チャールズ・リンドバーグが大西洋の単独無着陸飛行に成功。
- 5月20日
  - 武藤金吉内務政務次官が人口増加問題につき「産児制限は怪しからん事だ/みんなイモを食へ」と発言。
  - ヒジャーズ王国（後のサウジアラビア）が英国より独立。
- 5月26日 - フォード・モデルTの生産が終了。
- 5月28日 - 北伐軍に対する居留民の保護及び治安維持のため日本が中華民国山東省に陸海軍を派遣（第一次山東出兵）。

### 6月
- 6月1日
  - 立憲民政党結成（憲政会と政友本党が合同）
  - 京王閣開園
- 6月3日 - 政治結社台湾民党が治安維持法により禁止される
- 6月9日 - 万国郵便連合加盟50年記念切手（4種）発表
- 6月11日 - 東京電信局に自動電信交換機を設置
- 6月20日
  - 日米英3か国がジュネーブ海軍軍縮会議を開催
  - アムンゼン来日
- 6月27日 - 外務省・陸軍省・関東軍首脳が対支政策決定のため東方会議を開催

### 7月
- 7月4日 - インドネシアでスカルノらがインドネシア国民同盟を結成
- 7月10日 - 岩波文庫創刊（漱石「こゝろ」他23点）
- 7月15日 - コミンテルンが「日本問題に関する決議」（27年テーゼ）を決定
- 7月24日 - 芥川龍之介が睡眠薬を多量に飲んで自殺
- 7月31日 - 大日本排球協会（後の日本バレーボール協会）設立

### 8月
- 8月1日
  - 中共軍が南昌で蜂起（南昌起義）
  - シベリア鉄道経由による欧州への国際連絡運輸再開（東京-パリ15日間）
- 8月3日 - 第1回全日本都市対抗野球大会（現在の都市対抗野球大会）開催。
- 8月13日 - NHKが第13回全国中等学校優勝野球大会を放送（初のスポーツ実況中継）
- 8月24日 - 美保関事件。島根県美保関沖で夜間演習中の駆逐艦「蕨」と巡洋艦「神通」が衝突、蕨は沈没、119名死亡。

### 9月
- 9月1日 - 宝塚少女歌劇レビュー初演（『モン・パリ』）
- 9月9日 - 秋収起義起こる
- 9月13日
  - 有明海台風が熊本県を襲う（犠牲者400人超）
  - 日本ビクター設立
- 9月21日 - 日本橋の三越呉服店で日本初のファッションショーを開催（水谷八重子・東日出子らがモデル）
- 9月27日 - ロチュース号事件をめぐる国際裁判で、常設国際司法裁判所はトルコの違法性を否定する旨の判断を下す
- 9月29日
  - 海軍の八丈島飛行場が完成し開場式挙行
  - 蔣介石が来日（長崎着、11月8日まで滞日）

### 10月
- 10月1日 - 火災専用の電話番号が112番から119番に変更
- 10月4日 - 南京政府が北京政府討伐を発令
- 10月15日 - 東京六大学野球中継開始（早明2回戦）
- 10月20日 - 早大大隈講堂竣工
- 10月29日 - 昭和銀行設立（破綻した諸銀行の業務継承）
- 中国共産党の毛沢東が井崗山にソビエト政権を樹立

### 11月
- 11月3日 - 初の明治節（明治神宮参拝者80万人）
- 11月5日 - 来日中の蔣介石が田中首相と会談（国民政府による中国統一に協力要請）
- 11月8日 - 蔣介石が離日（神戸発）
- 11月12日 - ソビエト連邦共産党がトロツキーらを除名
- 11月13日 - 最初の自動車用水底トンネルが米国で開通（ホランド・トンネル）
- 11月19日 - 全国水平社員北原泰作二等兵が軍隊内差別を天皇に直訴し逮捕（名古屋練兵場、11月26日の軍法会議で懲役1年の判決）
- 「キンダーブック」創刊（フレーベル館）

### 12月
- 12月6日 - 『労農』創刊（労農派）
- 12月11日 - 京都市中央卸売市場開設（日本初の中央卸売市場）
- 12月22日 - 金鶴香水（後のマンダム）設立
- 12月23日 - 多摩陵の造営工事が完成し奉告の御儀挙行
- 12月24日 - 第54議会召集
- 12月30日 - 上野・浅草間に日本最初の地下鉄（現・東京メトロ銀座線）が開通
- 12月31日 - 除夜の鐘（寛永寺）が初めて中継放送される。

### 日付不詳
- 日本で初めてハマチの養殖が行われる。
- 大阪高等医学専門学校（後の大阪医科薬科大学）が設立される。
- ジャズソング「アラビヤの唄」が日本語に翻訳・レコード化され、やがて大ヒットする。
- マルティン・ハイデッガー「存在と時間」。

## 芸術・文化・ファッション
1927年の映画
- サンライズ（監督：F・W・ムルナウ）
- ジャズ・シンガー（監督：アラン・クロスランド）
- メトロポリス（監督：フリッツ・ラング）
- 忠次旅日記（忠次三部作）
- 彼を繞る五人の女（阿部豊監督）
- からくり娘（五所平之助監督）
- 懺悔の刃
- 海の勇者（島津保次郎監督）

1927年の流行語
- 円本
- 大衆
- マルクスボーイ
- モボ・モガ

## 誕生

### 1月
- 1月1日 - 青木和子、女優
- 1月1日 - バーノン・スミス、経済学者
- 1月2日 - 野村昭子、女優（+ 2022年）
- 1月3日 - 西本裕行、俳優・声優（+ 2015年）
- 1月4日 - ラウロ・フレッド・カヴァゾス、政治家・医学者・教育者（+ 2022年）
- 1月5日 - 猪瀬博、電子工学者（+ 2000年）
- 1月5日 - 向山光昭、有機化学者 (+ 2018年)
- 1月5日 - 寺田文行、数学者（+ 2016年）
- 1月5日 - 萩原昭、プロ野球選手（+ 1993年）
- 1月6日 - 神谷不二、国際政治学者（+ 2009年）
- 1月6日 - 板倉正男、元プロ野球選手(+ 2011年)
- 1月6日 - 田代和、実業家（+ 2013年[1]）
- 1月13日 - シドニー・ブレナー、生物学者 (+ 2019年)
- 1月16日 - 蔭山和夫、元プロ野球選手（+ 1965年）
- 1月20日 - 星美智子、女優
- 1月24日 - 江川卓、ロシア文学者（+ 2001年）
- 1月25日 - アントニオ・カルロス・ジョビン、ボサノヴァミュージシャン（+ 1994年）
- 1月25日 - 大島清、性科学者・脳生理学者（+ 2023年）
- 1月26日 - ボブ・ニーマン、野球選手 (外野手)（+ 1985年）
- 1月26日 - 児島襄、作家（+ 2001年）
- 1月28日 - 勅使河原宏、映画監督・華道家（+ 2001年）
- 1月29日 - 金井大、俳優・声優（+ 2001年）
- 1月30日 - 熊倉一雄、俳優・声優・演出家（+ 2015年）

### 2月
- 2月2日 - 島原輝夫、元プロ野球選手（+ 2004年）
- 2月3日 - 井口洋夫、化学者（+ 2014年）
- 2月4日 - 岡田節人、発生生物学者（+ 2017年）
- 2月4日 - 吉道勇、政治家 （+ 2024年）
- 2月5日 - 結城昌治、推理作家(+ 1996年)
- 2月8日 - 青木日出雄、航空・軍事評論家（+ 1988年）
- 2月9日 - 織本順吉、俳優・ナレーター（+2019年[2]）
- 2月11日 - 末吉俊信、元プロ野球選手（+2016年）
- 2月14日 - 加藤精三、声優（+ 2014年）
- 2月14日 - ニュウトン・メンドンサ、ピアニスト・作曲家（+ 1960年）
- 2月18日 - 野村孝、日本の映画監督（+ 2015年）
- 2月20日 - シドニー・ポワチエ、俳優（+ 2022年）
- 2月22日 - 伊藤京子、オペラ・ソプラノ歌手（+ 2021年）
- 2月22日 - 安田範、政治家（+ 2019年[3]）
- 2月23日 - ロバート・ニーリー・ベラー、社会学者（+ 2013年）
- 2月25日 - 谷村昌彦、俳優（+ 2000年）
- 2月25日 - 植木等、コメディアン（+ 2007年）

### 3月
- 3月1日 - ハリー・ベラフォンテ、歌手・俳優（+ 2023年）
- 3月2日 - 渡辺晋、実業家・渡辺プロダクション社長（+ 1987年）
- 3月2日 - 神坂次郎、小説家（+ 2022年）
- 3月3日 - 茶川一郎、俳優（+ 2000年）
- 3月7日 - 重兼芳子、小説家（+ 1993年）
- 3月9日 - ジャッキー・ジェンセン、野球選手（+ 1982年）
- 3月11日 - 石牟礼道子、作家（+ 2018年）
- 3月11日 - 北村和夫、俳優（+ 2007年）
- 3月13日 - 入江正徳、俳優
- 3月15日 - 関根潤三、プロ野球選手・プロ野球監督・野球解説者（+ 2020年[4]）
- 3月16日 - ダニエル・パトリック・モイニハン、政治家・社会学者（+ 2003年）
- 3月18日 - 明石晃一、プロ野球選手（+ 2022年）
- 3月18日 - 内田稔、俳優 (+ 2018年)
- 3月18日 - 柴英三郎、脚本家（+ 2022年）
- 3月19日 - アレン・ニューウェル、人工知能研究者（+ 1992年）
- 3月19日 - リッチー・アシュバーン、野球選手・アメリカ野球殿堂（+ 1997年）
- 3月19日 - 泉大助、タレント・司会者（+ 2012年）
- 3月21日 - 宮城まり子、女優 （+ 2020年）
- 3月25日 - ジェラルド・ワッサーバーグ、地質学者（+ 2016年）
- 3月27日 - ムスティスラフ・ロストロポーヴィチ、チェリスト・指揮者（+ 2007年）
- 3月27日 - マルティン・ヴァルザー、小説家・劇作家（+ 2023年）
- 3月28日 - 永田文夫、音楽評論家・訳詞家（+ 2016年）
- 3月30日 - 堤清二、実業家・セゾングループの実質的オーナー・作家・詩人（+ 2013年）
- 3月30日 - コロムビア・ライト、日本の漫才師・漫談家（+ 2010年）
- 3月31日 - 無着成恭、教育者・僧侶（+ 2023年）

### 4月
- 4月1日 - エイモス・ミルバーン、歌手、ピアニスト（+ 1980年）
- 4月1日 - ジャック・マイヨール、フリーダイバー（+ 2001年）
- 4月2日 - 勝田久、俳優・声優（+ 2020年[5]）
- 4月2日 - ビリー・ピアース、野球選手 (投手)（+ 2015年）
- 4月3日 - ジークフリート・パルム、チェリスト（+ 2005年）
- 4月4日 - 若城希伊子、作家・評論家（+ 1998年）
- 4月5日 - 鈴木昭一、国文学者
- 4月6日 - 増岡重昂、実業家、増岡組・鉄鋼ビルディング社長（+ 1998年）
- 4月10日 - 矢代静一、劇作家・脚本家（+ 1998年）
- 4月13日 - 植田武彦、プロ野球選手
- 4月14日 - ドン・ミューラー、野球選手 (外野手)（+ 2011年）
- 4月16日 - ベネディクト16世、第265代ローマ教皇（+ 2022年）
- 4月18日 - サミュエル・P・ハンティントン、政治学者（+ 2008年）
- 4月20日 - フィル・ヒル、F1レーサー（+ 2008年）
- 4月20日 - 塚本三郎、政治家（+ 2020年[6]）
- 4月21日 - 竹内郁夫、植物学者
- 4月21日 - 小島禎二、プロ野球選手（+ 1997年）
- 4月22日 - 内山清、元プロ野球選手(+ 2013年)
- 4月25日 - 和中道男、プロ野球選手（+ 1990年）
- 4月29日 - 川合幸三、元プロ野球選手（+ 1994年）
- 4月30日 - 綿貫民輔、政治家、第70代衆議院議長

### 5月
- 5月1日 - 北杜夫、作家（+ 2011年）
- 5月1日 - ガリー・ベルティーニ、指揮者（+ 2005年）
- 5月1日 - 吉村昭、作家（+ 2006年）
- 5月3日 - 河辺浩市、作曲家・トロンボーン奏者（+ 2014年）
- 5月13日 - ハーバート・ロス、映画監督（+ 2001年）
- 5月16日 - 武内亨、俳優（+ 2006年）
- 5月18日 - 土屋嘉男、俳優（+ 2017年）
- 5月20日 - 三島耕、俳優
- 5月23日 - 野中マリ子、女優（+ 2014年）
- 5月26日 - 岩村昇、医学者・医師（+ 2005年）
- 5月29日 - 垂水悟郎、俳優（+ 2000年）
- 5月31日 - 蔵原惟繕、映画監督（+ 2002年）

### 6月
- 6月3日 - ブーツ・ランドルフ、サクソフォーン奏者（+ 2007年）
- 6月5日 - 相原巨典、俳優（+ 1990年）
- 6月6日 - ピーター・スピア（Peter Spier）、絵本作家 (+ 2017年)
- 6月7日 - 杉義一、俳優（+ 2017年）
- 6月7日 - 南原宏治、俳優（+ 2001年）
- 6月15日 - ジョージ川口、ジャズドラマー（+ 2003年）
- 6月17日 - ルチオ・フルチ、イタリアの映画監督・脚本家（+ 1996年）
- 6月23日 - ボブ・フォッシー、映画監督（+ 1987年）
- 6月26日 - 中村竜三郎、俳優

### 7月
- 7月4日 - 若山彰、歌手（+ 1998年）
- 7月4日 - ニール・サイモン、劇作家・脚本家 (+ 2018年)
- 7月6日 - ジャネット・リー、女優（+ 2004年）
- 7月6日 - 河合義和、憲法学者
- 7月11日 - ヘルベルト・ブロムシュテット、指揮者
- 7月12日 - 京唄子、漫才師・女優（+ 2017年[7]）
- 7月12日 - 沖実郎、プロ野球選手
- 7月13日 - ルーベン・ゴメス、野球選手 (投手)（+ 2004年）
- 7月17日 - ジャン・カサドシュ、ピアニスト（+ 1972年）
- 7月18日 - クルト・マズア、指揮者（+ 2015年[8]）
- 7月20日 - ミヒャエル・ギーレン、指揮者・作曲家 (+ 2019年)
- 7月20日 - 穂高稔、俳優（+ 2021年）
- 7月21日 - 久野四郎、俳優 (+ 2010年）
- 7月22日 - 日下章、元プロ野球選手（+ 2004年）

### 8月
- 8月1日 - 三塚博、政治家・元大蔵大臣（+ 2004年）
- 8月1日 - 河野俊二、元東京海上火災保険社長（+ 2012年）
- 8月6日(戸籍上は8月15日) - 菅原都々子、歌手
- 8月7日 - 杉山光平、元プロ野球選手
- 8月7日 - 萩中美枝、アイヌ文化研究家(+ 2021年)
- 8月8日 - 岩井半四郎 (10代目)、俳優・歌舞伎役者（+ 2011年）
- 8月9日 - マービン・ミンスキー、人工知能の父として知られるコンピュータ科学者（+ 2016年[9]）
- 8月18日 - 城山三郎、小説家（+ 2007年）
- 8月19日 - ボブ・O・エバンズ、技術者・工学者（+ 2004年）
- 8月22日 - 井上昭文、俳優（+ 2013年）
- 8月22日 - 谷村友一、プロ野球審判員（+ 2022年）
- 8月23日 - ディック・ブルーナ、イラストレーター・絵本作家・ナインチェ・プラウス（うさこちゃん、ミッフィー）作者（+ 2017年[10]）
- 8月23日 - アラン・カプロー、芸術家（+ 2006年）

### 9月
- 9月4日 - ピーター・ケネディ、フィギュアスケート選手
- 9月4日 - ジョン・マッカーシー、人工知能研究者（+ 2011年）
- 9月8日 - 高桐真、俳優
- 9月11日 - 赤崎義則、元鹿児島市市長（+ 2019年）
- 9月15日 - 小宮山重四郎、政治家・元郵政大臣（+ 1994年）
- 9月16日 - 緒方貞子、政治学者・国際協力機構理事長（+ 2019年[11][12][13]）
- 9月16日 - 坂本義和、国際政治学者（+ 2014年）
- 9月16日 - 平野謙二、元プロ野球選手
- 9月16日 - ピーター・フォーク、米国の俳優（+ 2011年）
- 9月19日 - 寿岳潤、天文学者（+ 2011年）
- 9月21日 - 高橋信次、GLA創始者（+ 1976年）
- 9月22日 - トミー・ラソーダ、野球選手 (投手)、監督、アメリカ野球殿堂 (+ 2021年)
- 9月24日 - 長新太、絵本作家（+ 2005年）
- 9月24日 - 加山又造、日本画家・版画家（+ 2004年）
- 9月25日 - コリン・デイヴィス、指揮者（+ 2013年）
- 9月26日 - ロマーノ・ムッソリーニ、ピアニスト・画家（+ 2006年）
- 9月28日 - ナウム・シュタルクマン、ピアニスト（+ 2006年）
- 9月30日 - 石橋エータロー、ピアニスト・タレント（+ 1994年）

### 10月
- 10月4日 - エバ・パブリック、フィギュアスケート選手（+ 1983年）
- 10月5日 - 舛田利雄、映画監督
- 10月6日 - 藤島桓夫、歌手（+ 1994年）
- 10月14日 - ロジャー・ムーア、俳優（+ 2017年[14]）
- 10月14日 - トーマス・ルックマン、社会学者（+ 2016年）
- 10月15日 - 依田英助、俳優・声優（+ 2019年）
- 10月16日 - ギュンター・グラス、小説家・劇作家（+ 2015年）
- 10月18日 - 馬場のぼる、絵本作家・漫画家（+ 2001年）
- 10月19日 - 足沢良子、翻訳家・児童文学者
- 10月19日 - 童門冬二、作家 （+ 2024年）
- 10月23日 - 鈴木瑞穂、俳優・声優（+ 2023年）
- 10月23日 - 島津朝子 元皇族 (+ 1964年)
- 10月24日 - ジルベール・ベコー、歌手・作曲家・ピアニスト（+ 2001年）
- 10月28日 - 大樋長左衛門、陶芸家（+ 2023年）
- 10月28日 - クレオ・レーン、ミュージカル女優
- 10月30日 - ジョン・マック、オーボエ奏者（+ 2006年）
- 10月30日 - ジョー・アドコック、野球選手 (一塁手)（+ 1999年）

### 11月
- 11月1日 - 芦川澄子、日本の推理作家（+ 2014年）
- 11月2日 - デイビー・ウィリアムズ、野球選手 (二塁手)（+ 2009年）
- 11月5日 - 喜味こいし、漫才師（兄夢路いとしとともに漫才コンビ「いとしこいし」として活動）（+ 2011年）
- 11月7日 - 山内溥、任天堂第3代社長（+ 2013年）
- 11月7日 - 森山眞弓、政治家（+ 2021年）
- 11月8日 - パティ・ペイジ、歌手（+ 2013年）
- 11月8日 - 浦井洋、日本の政治家、元日本共産党衆議院議員（+ 2015年）
- 11月9日 - 江藤俊哉、ヴァイオリニスト（+ 2008年）
- 11月14日 - ナルシソ・イエペス、ギタリスト（+ 1997年）
- 11月16日 - 緒方四十郎、日本の銀行家、元日本銀行理事、元日本開発銀行副総裁 （+ 2014年）
- 11月19日 - 森﨑東、映画監督（+ 2020年[15][16]）
- 11月24日 - アルフレード・クラウス、テノール歌手（+ 1999年）
- 11月29日 - 長谷川慶太郎、経済評論家、国際エコノミスト（+ 2019年）
- 11月29日 - 古田足日、児童文学作家・評論家（+ 2014年）
- 11月30日 - 内田蒼生也、プロ野球選手

### 12月
- 12月3日 - アンディ・ウィリアムス、歌手（+ 2012年）
- 12月4日 - ウィリアム・ラボフ、言語学者 （+ 2024年）
- 12月5日 - ラーマ9世、タイ国王（+ 2016年）
- 12月7日 - 辻信太郎、実業家、サンリオの創業者
- 12月8日 - ニクラス・ルーマン、社会学者（+ 1998年）
- 12月12日 - ロバート・ノイス、インテル設立者の一人（+ 1990年）
- 12月14日 - 小山田宗徳、俳優・声優（+ 1986年）
- 12月15日 - 佐伯孚治、映画監督（+ 2018年）
- 12月16日 - 平田昭彦、俳優（+ 1984年）
- 12月17日 - 米川泰夫、元プロ野球選手（+ 2007年）
- 12月18日 - 横山昭二、弁護士（+ 2007年？）
- 12月20日 - 金泳三、第14代韓国大統領（+ 2015年[17]）
- 12月22日 - セルジオ・フィオレンティーノ、ピアニスト（+ 1998年）
- 12月23日 - トニー・ロイ、元プロ野球選手（+ 2010年）
- 12月25日 - ラム・ナラヤン、音楽家  （+ 2024年）
- 12月25日 - ネリー・フォックス、野球選手（二塁手）、アメリカ野球殿堂（+ 1975年）
- 12月26日 - 藤沢周平、作家（+ 1997年）
- 12月26日 - メリー喜多川、実業家、芸能プロモーター、ジャニーズ事務所名誉会長（+ 2021年）
- 12月30日 - ロベール・オッセン、俳優、映画監督 （+ 2020年）

## 死去
- 1月2日 - アハド・ハアム、ヘブライ語著述家・シオニズム思想家（* 1856年）
- 1月7日 - 尾上多見蔵 (3代目)、歌舞伎役者（* 1866年）
- 1月7日 - 九州山十郎、大相撲力士（* 1889年）
- 1月9日 - ヒューストン・ステュアート・チェンバレン、思想家（* 1855年）
- 1月17日 - ジュリエット・ロー、アメリカ合衆国におけるガールスカウト創設者（* 1860年）
- 1月19日 - シャルロッテ・フォン・ベルギエン、メキシコ皇帝マクシミリアンの皇后（* 1840年）
- 1月26日 - ライマン・ゲイジ、第42代アメリカ合衆国財務長官（* 1836年）
- 2月1日 - ハインリッヒ・エドムント・ナウマン、地質学者（* 1854年）
- 2月6日 - 神尾光臣、陸軍軍人（* 1856年）
- 2月9日 - チャールズ・ウォルコット、古生物学者（* 1850年）
- 2月17日 - ロベルト・フックス、作曲家（* 1847年）
- 2月17日 - 山崎寿満子　(*1850年)
- 2月19日 - ゲーオア・ブランデス、文学史家・評論家（* 1842年）
- 2月23日 - 野田卯太郎、政治家（* 1853年）
- 3月1日 - 中村是公、実業家・政治家（* 1867年）
- 3月12日 - 新海竹太郎、彫刻家（* 1868年）
- 3月13日 - ヴィンチェンツォ・ラグーザ、彫刻家（* 1841年）
- 3月31日 - 康有為、戊戌の変法を主導した士大夫・思想家（* 1858年）
- 4月6日 - 志賀重昂、地理学者・評論家（* 1863年）
- 4月10日 - ヤング・コーベット2世、プロボクサー（* 1880年）
- 4月15日 - ガストン・ルルー、小説家（* 1868年）
- 4月18日 - ポップ・スミス、メジャーリーグベースボール選手（* 1856年）
- 4月20日 - 春風亭柳枝 (4代目)、落語家（* 1868年）
- 5月1日 - 萬鉄五郎、画家（* 1885年）
- 5月2日 - 福田英子、社会・政治運動家（* 1865年）
- 5月11日 - フアン・グリス、画家（* 1887年）
- 5月28日 - ボリス・クストーディエフ、画家・舞台美術家（* 1878年）
- 6月2日 - 王国維、中国学者・甲骨文字学者・思想家（* 1877年）
- 6月14日 - ジェローム・K・ジェローム、小説家（* 1859年）
- 6月14日 - オッタビオ・ボテッキア、自転車競技選手（* 1894年）
- 6月26日 - アルマン・ギヨマン、画家・版画家（* 1841年）
- 6月27日 - 小山作之助、作曲家（* 1864年）
- 7月5日 - アルブレヒト・コッセル、医学者（* 1853年）
- 7月17日 - ルイーゼ・アドルファ・ル・ボー、作曲家・ピアニスト（* 1850年）
- 7月20日 - フェルディナンド1世、ルーマニア王（* 1865年）
- 7月24日 - 芥川龍之介、小説家（* 1892年）
- 7月30日 - 村井弦斎、ジャーナリスト（* 1864年）
- 8月4日 - ウジェーヌ・アジェ、写真家（* 1857年）
- 8月11日 - 左右田喜一郎、経済学者（* 1881年）
- 8月11日 - 古泉千樫、歌人（* 1886年）
- 8月20日 - ファニー・ブルームフィールド・ツァイスラー、ピアニスト（* 1863年）
- 8月23日 - バルトロメオ・ヴァンゼッティ、サッコ・ヴァンゼッティ事件の容疑者（* 1888年）
- 8月23日 - ニコラ・サッコ、サッコ・ヴァンゼッティ事件の容疑者（* 1891年）
- 8月26日 - セシル・ソヴァージュ、詩人（* 1883年）
- 9月2日 - 梅ヶ谷藤太郎 (2代)、大相撲第20代横綱（* 1878年）
- 9月14日 - イサドラ・ダンカン、ダンサー（* 1877年）
- 9月18日 - 徳冨蘆花、小説家（* 1868年）
- 9月21日 - 矢吹璋雲、画家（* 1852年）
- 9月29日 - ウィレム・アイントホーフェン、医学者（* 1860年）
- 10月1日 - 永樂妙全、陶芸家（* 1852年）
- 10月2日 - スヴァンテ・アレニウス、化学者（* 1859年）
- 10月7日 - ポール・セリュジエ[要出典]、画家（* 1864年）
- 10月10日 - グスターヴ・ホワイトヘッド、航空機技術者（* 1874年）
- 10月22日 - ロス・ヤングス、メジャーリーガー（* 1897年）
- 10月27日 - 綾浪源鋭、元力士（*1881年）
- 10月31日 - ジョン・ルーサー・ロング、小説家（* 1861年）
- 11月9日 - 南条文雄、仏教学者（* 1849年）
- 11月15日 - 中村雀右衛門 (3代目)、歌舞伎役者（* 1875年）
- 11月16日 - アドリフ・ヨッフェ、外交官（* 1883年）
- 11月23日 - フランク・ワシントン・ヴェリー、天文学者（* 1852年）
- 11月29日 - 呉昌碩、画家・書家（* 1844年）
- 12月19日 - 戸張孤雁、彫刻家（* 1882年）
- 12月24日 - 澤柳政太郎、教育者（* 1865年）

## ノーベル賞
- 物理学賞 - アーサー・コンプトン、チャールズ・ウィルソン
- 化学賞 - ハインリッヒ・ヴィーラント
- 生理学・医学賞 - ユリウス・ワーグナー＝ヤウレック
- 文学賞 - アンリ・ベルクソン
- 平和賞 - フェルディナン・ビュイソン、ルートヴィッヒ・クヴィデ